# Khagen Das
Khagen Das (ur. 4 września 1937, zm. 21 stycznia 2018 w Agartali) – indyjski polityk.
Urodził się w Durgapurze na terenie obecnego Bangladeszu. Studiował na Calcutta University. W 1977 został wybrany do zgromadzenia ustawodawczego Tripury, reelekcję uzyskał w 1983. Pełnił funkcję ministra zdrowia w rządzie stanowym (1983–1988). Wchodził w skład Rajya Sabhy (1998–2002). W 2002, w wyborach uzupełniających, uzyskał mandat deputowanego do Lok Sabhy. Dwa lata później, a także siedem lat później uzyskiwał reelekcję.
Działał w KPI (M). Był członkiem Komitetu Centralnego tej partii.